# 刘鸿庥
刘鸿庥（1947年—），贵州贵阳人，汉族，中华人民共和国政治人物、第十一届全国政协委员。
1973年8月，进入贵阳师范学院外语系学习，之后任教于贵州省湄潭县二中。1983年10月，任贵州师范大学中文系讲师、副主任。1994年3月至2001年4月，任贵州师范大学副校长。2003年1月至2003年4月，任贵州省副省长。加入九三学社，担任九三学社中央常委、贵州省委主委、贵州省政协副主席。2008年，当选第十一届全国政协委员，代表九三学社，分入第十二组。